# Ying Chen
Ying Chen, född 1961 i Shanghai är en kinesisk-kanadensisk författare, sedan 1989 bosatt i Kanada, först i Magog och Montréal och sedan 2003 i Vancouver. 
Chen har publicerat åtta böcker, samtliga skrivna på franska. Ett flertal av hennes böcker har översatts till andra språk. I Sverige ges Chen ut av Elisabeth Grate Bokförlag.